# Franciszek Ignacy Zalewski
Franciszek Ignacy Zalewski (Zaleski) herbu Lubicz – podstoli podlaski w 1784 roku, skarbnik podlaski w latach 1761–1771, miecznik podlaski w latach 1783–1784, wojski mniejszy podlaski w latach 1771–1783, konsyliarz ziemi mielnickiej w konfederacji barskiej w 1769 roku.